# James Cracknell
James Cracknell (ur. 5 maja 1972 w Sutton) – brytyjski wioślarz, dwukrotny złoty medalista olimpijski.
Brał udział w IO 96. Następnie zaczął pływać w jednej łodzi ze Steve'em Redgrave'em, Timem Fosterem i Matthew Pinsentem (czwórka bez sternika). Zdominowali rywalizację w tej konkurencji, wygrywając trzy mistrzostwa świata oraz zwyciężając w Sydney. Następnie pływał w parze z Pinsentem i zdobył kolejne tytułu mistrza globu. W Atenach ponownie triumfował na igrzyskach (osada Steve Williams, Cracknell, Ed Coode, Pinsent).